# Olbus
Olbus là một chi nhện trong họ Corinnidae.

## Các loài
- Olbus eryngiophilus Ramírez, Lopardo & Bonaldo, 2001
- Olbus jaguar Ramírez, Lopardo & Bonaldo, 2001
- Olbus krypto Ramírez, Lopardo & Bonaldo, 2001
- Olbus nahuelbuta Ramírez, Lopardo & Bonaldo, 2001
- Olbus sparassoides (Nicolet, 1849)